# Mark McGeeney
Mark McGeeney (Coventry, 1972. június 28. –) angol dartsjátékos. 2010-től 2019-ig a British Darts Organisation, majd 2019-től 2023-ig a Professional Darts Corporation tagja. 2018-ban világbajnoki döntőt játszott a BDO-nál. Beceneve "Gladiator".

## Pályafutása

### BDO
McGeeney 2010-ben kezdte karrierjét a BDO-nál. Ebben az évben megnyerte a Weoley Castle Open tornát, melynek döntőjében Kevin Taylort győzte le. Ezután csak 2014 szeptemberében szerzett újabb tornagyőzelmet, amikor az England Classic torna fináléjában győzedelmeskedett Wesley Harms ellen. A 2015-ös British Open-en újabb tornagyőzelmet könyvelhetett el, ezúttal az akkoriban egyszeres BDO-világbajnok Scott Waitest győzte le.
2016-ban McGeeney részt vehetett első BDO-világbajnokságán, ahol a második körben Scott Mitchell-től kapott ki. Az év további részében döntőbe jutott a World Masters kiemelt BDO tornán, ahol végül Glen Durranttől szenvedett vereséget. 
A 2017-es BDO-világbajnokságon ismét a második körig jutott, ahol  Scott Waites ellen esett ki. Ebben az évben újra sikerült bejutnia a World Masters döntőjébe, ahol ezúttal Krzysztof Ratajski ellen maradt alul. Az év során nyújtott jó teljesítményének köszönhetően meghívást kapott a Grand Slam of Darts versenyre, ahol a két nagy szervezet (PDC és BDO) játékosai képviseltetik magukat. A tornán egy győzelmet szerzett Mensur Suljović ellen, de nem sikerült továbbjutnia a csoportból.
McGeeney a 2018-as BDO-világbajnokságon egészen a döntőig jutott, ahol végül 7-6-ra alulmaradt az akkori címvédő Durrant ellen. Ebben az évben már a BDO-világranglista első helyét is elérte, de a következő BDO vb-n csak a második körig jutott el, ahol Conan Whitehead ellen 4–0-ás vereséget szenvedett. A világbajnokság után elhagyta a BDO-t és csatlakozott a PDC-hez.

### PDC
2019 januárjában McGeeney elindult a Q-School tornán, ahol megszerezte a PDC versenyein való részvételhez szükséges Tour Card-ot.
Az év további részében elért eredményeinek köszönhetően sikeresen kvalifikálta magát a 2020-as PDC-dartsvilágbajnokságra.

## Döntői

### BDO nagytornák: 3 döntős szereplés
| Történet                   |
| BDO Világbajnokság (0–1)   |
| Winmau World Masters (0–2) |

| Eredmény | Sorszám | Év   | Bajnokság            | Ellenfél a döntőben | Pontok   |
| Döntős   | 1.      | 2016 | Winmau World Masters | Glen Durrant        | 3–6 (sz) |
| Döntős   | 2.      | 2017 | Winmau World Masters | Krzysztof Ratajski  | 1–6 (sz) |
| Döntős   | 3.      | 2018 | BDO Világbajnokság   | Glen Durrant        | 6–7 (sz) |

1. ↑  (l) = pontszám legekben, (sz) = pontszám szettekben.

## Tornagyőzelmei
| - British Open: 2015 - Dutch Open: 2017, 2018 - England Classic: 2014 - German Open: 2017 - Hal Open: 2017 - Helvetia Open: 2017 - Isle of Man Classic: 2018 | - Lincolnshire Open: 2015 - Turkish Masters: 2018 - Turkish Open: 2018 - WDF World Cup Team: 2015 - Weoley Castle Open: 2010 - WSDT Masters Qualifiers 2: 2023 |

## Világbajnoki szereplései

### BDO
- 2016: Második kör (vereség  Scott Mitchell ellen 3–4)
- 2017: Második kör (vereség  Scott Waites ellen 2–4)
- 2018: Döntő (vereség  Glen Durrant ellen 6–7)
- 2019: Második kör (vereség  Conan Whitehead ellen 0–4)

### PDC
- 2020: Második kör (vereség  Ricky Evans ellen 1–3)